# کریستا توردی
کریستا توردی (آلمانی: Christa Tordy; ۳۰ ژوئن ۱۹۰۴ – ۲۸ آوریل ۱۹۴۵) هنرپیشه اهل آلمان بود. هری لیتکه بازیگر سینما همسر وی بوده‌است.